# Göteborgs-Tidningen
Göteborgs-Tidningen, nu GT' er en aftenavis i Vestsverige med hovedredaktion i Göteborg.
Avisen udkom første gang 2. november 1902 og blev dengang trykt på lyserødt papir. Den ændrede navn til GT 14. januar 1967. Gennem nogle år i 1990'erne hed aviserne iDAG og var lagt sammen med Kvällsposten fra Skåne. Oprindelig ejedes avisen af GHT, men blev overtaget af Göteborgs-Posten. Politisk er avisen uafhængigt liberal. I dag er den en del af Bonnier-koncernen og fungerer i praksis som Expressens lokalavis i det vestlige Sverige. Siden 2006 har GT haft et samarbejde med gratisavisen City Göteborg, bl.a. om internetavisen.
Oplaget er på ca. 63.000 dagligt. Chefredaktør er Lars Näslund. 